# Бівертон (Алабама)
Бівертон (англ. Beaverton) — місто (англ. town) в США, в окрузі Ламар штату Алабама. Населення — 187 осіб (2020).

## Географія
Бівертон розташований за координатами 33°56′7″ пн. ш. 88°1′18″ зх. д. / 33.93528° пн. ш. 88.02167° зх. д. (33.935411, -88.021778).  За даними Бюро перепису населення США в 2010 році місто мало площу 11,88 км², уся площа — суходіл.

## Демографія
Згідно з переписом 2010 року, у місті мешкала 201 особа в 97 домогосподарствах у складі 64 родин. Густота населення становила 17 осіб/км².  Було 116 помешкань (10/км²).
Расовий склад населення:
| - 95,0 % — білих - 5,0 % — чорних або афроамериканців |

До двох чи більше рас належало 0,0 %. Частка іспаномовних становила 1,0 % від усіх жителів.
За віковим діапазоном населення розподілялося таким чином: 15,4 % — особи молодші 18 років, 59,7 % — особи у віці 18—64 років, 24,9 % — особи у віці 65 років та старші. Медіана віку мешканця становила 52,1 року. На 100 осіб жіночої статі у місті припадало 101,0 чоловіків;  на 100 жінок у віці від 18 років та старших — 104,8 чоловіків також старших 18 років.
Середній дохід на одне домашнє господарство  становив 52 029 доларів США (медіана — 31 875), а середній дохід на одну сім'ю — 65 707 доларів (медіана — 62 500). За межею бідності перебувало 8,1 % осіб, у тому числі 9,2 % дітей у віці до 18 років та 13,0 % осіб у віці 65 років та старших.
Цивільне працевлаштоване населення становило 113 особи. Основні галузі зайнятості: освіта, охорона здоров'я та соціальна допомога — 43,4 %, виробництво — 30,1 %, транспорт — 10,6 %, роздрібна торгівля — 4,4 %.